# Yunus (profeet)

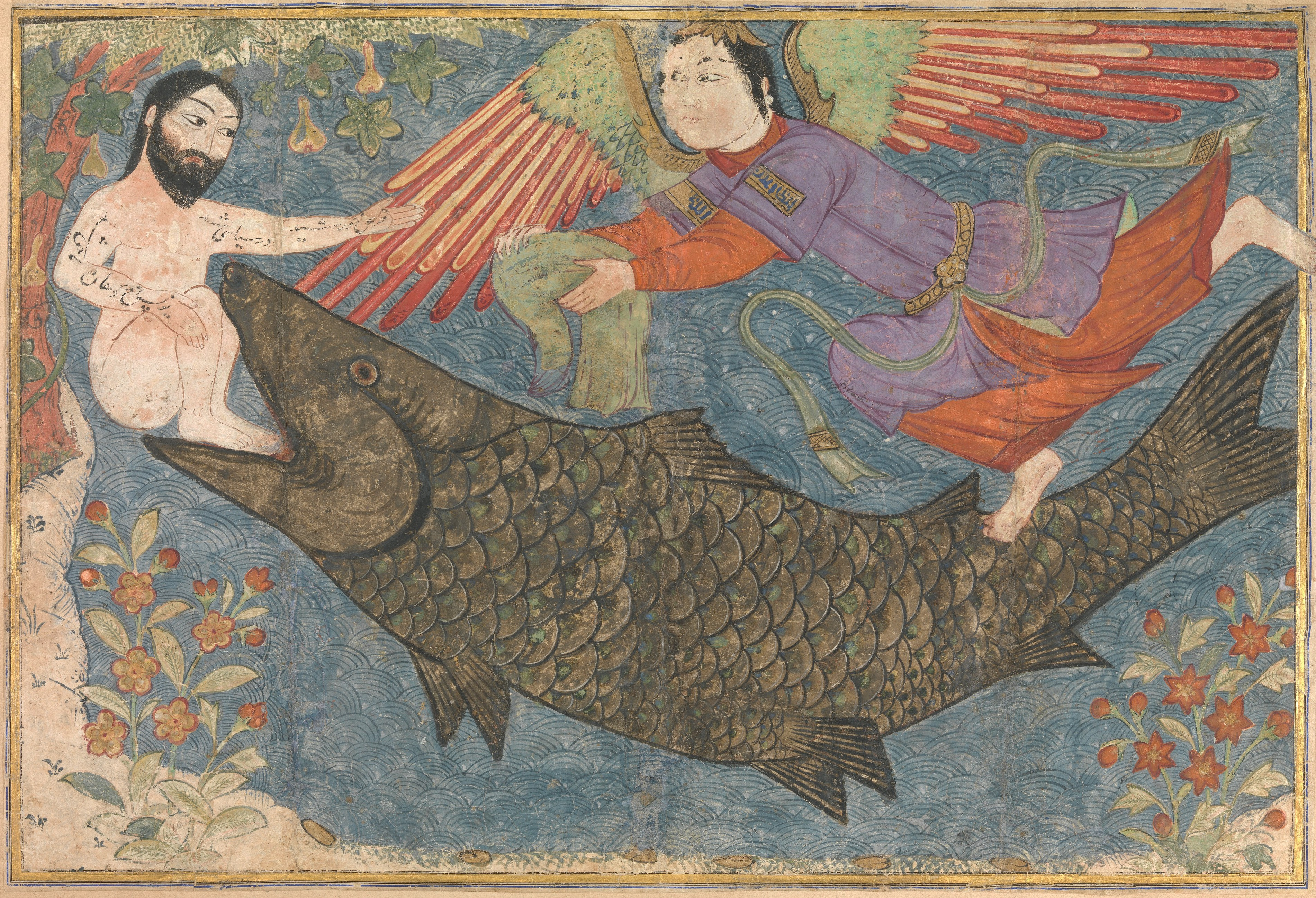
Yunus en de walvis. Illustratie uit de Jami' al-tawarikh van de Perzische historicus Rashid al-Din.

Yunus (Arabisch: يونس) is een profeet wiens naam voorkomt in de Koran. Binnen de Bijbelse traditie is hij bekend als Jona(s).
Zijn geslacht is via Bunyamin terug te halen naar de profeet Yaq'ub en via hem naar de boodschapper Ibrahiem.
Er wordt aangenomen dat zijn vader Matta heette, vandaar dat hij ook vaak Yunus bin Matta wordt genoemd.
In de Koran wordt hij samen met de profeten Isa, Ayyub, Harun en Sulaiman genoemd. Hieruit blijkt dat zij, net als Yunus uit hetzelfde geslacht komen en daarmee de nakomelingen zijn van Yaq'ub.
De Koran vertelt dat Allah Yunus naar een stad met een bevolking van meer dan 100.000 inwoners als een waarschuwende profeet heeft gezonden. Deze stad zou Ninive (het huidige Mosoel in Irak) zijn. De inwoners van Ninive waren Assyrische afgodendienaars en gedwaald van het rechte pad. Er wordt aangenomen dat Yunus zijn volk 33 jaar lang naar het monotheïsme riep maar dat er slechts 2 mensen in hem geloofden.
De standvastigheid in ongeloof van zijn volk wekte woede en frustratie bij Yunus. God maakt deze situatie in de Soera De Profeten 87 duidelijk:
En Zonnoen (Jonas) toen hij in toorn heenging en dacht dat Wij geen macht over hem hadden en in de duisternis uitriep, zeggende: "Er is geen God dan Gij. Heilig zijt Gij. Ik behoorde inderdaad tot de onrechtvaardigen.
In de bovenstaande aya wordt Yunus Zonnoen genoemd door Allah. Dat betekent "eigenaar van vis". Ook elders in de Koran (Soera De Pen 48) wordt Yunus met deze bijnaam genoemd.
God wijst in de Koran naar de ongeduldigheid van Yunus en het verlaten van zijn volk zonder de toestemming van God. De Soera De Zandduinen 35 spreekt daarover: Wees daarom geduldig (o profeet) zoals de boodschappers, die mannen van karaktervastheid waren, en wees omtrent hen niet haastig.
Dat Yunus uit woede en zonder de toestemming van God zijn volk verliet, werd hem uiteindelijk bijna fataal, hij belandde vanuit een schip in de maag van een grote vis (vroeger in een lied wel wallevis genoemd). In de Soera De in de Rangen Behorenden 140-142 wordt naar deze gebeurtenis verwezen: Toen hij in het geladen schip vluchtte. En hij lootte en werd (overboord) geworpen. Een grote vis slokte hem op terwijl hij zelfverwijt had.
Yunus kwam tot inkeer in de buik van de vis en bad tot God voor vergiffenis. God vergaf hem en de vis spuugde Yunus uit op een strand. De Koran maakt duidelijk, als Yunus niet tot inkeer zou komen, dat hij tot de Dag des Oordeels in de buik van de vis zou blijven.
Het volk van Yunus kwam uiteindelijk ook tot geloof.
In de Koran is een soera naar hem genoemd, soera Yunus. Soera Yunus zegt eigenlijk niets over Yunus en zijn lotgevallen, de Soera "De in de Rangen Behorenden" vermeldt daar meer over.